# Rıza Doğan
Rıza Doğan   (Ankara, 1931 - Ankara, abril 2004) fou un lluitador turc, especialista en lluita grecoromana, que va competir durant les dècades de 1950 i 1960.
El 1956 va prendre part en els Jocs Olímpics de Melbourne, on guanyà la medalla de plata en la competició del pes lleuger del programa de lluita grecoromana.
En el seu palmarès també destaquen una medalla d'or i una de bronze al Campionat del món de lluita.